# Tuyến 2 (Đường sắt đô thị Thành phố Hồ Chí Minh)
Tuyến 2 (tên tuyến theo giai đoạn 1: Bến Thành – Tham Lương) là một tuyến metro thuộc hệ thống Đường sắt đô thị Thành phố Hồ Chí Minh đang được xây dựng từ năm 2013, nhưng do dự án bị tăng vốn nên việc xây dựng đã dời lại vào năm 2020 và dự kiến hoàn thành vào năm 2030.
Tuyến này có chiều dài khoảng 48 km, gồm 42 nhà ga.
Dự án tuyến 2 được chia làm 4 giai đoạn:
- Giai đoạn 1: Bến Thành – Tham Lương dài 11,3 km và 11 nhà ga.[1]
- Giai đoạn 2: Bến Thành – Thủ Thiêm và Tham Lương – Bến xe An Sương dài 9,4 km và 9 nhà ga.[2]
- Giai đoạn 3: Bến xe An Sương – Tỉnh lộ 7 (huyện Củ Chi cũ) dài 28 km và 22 nhà ga.[3]

Từ quy hoạch năm 2024, tuyến 2 sẽ được bổ sung thêm nhánh từ ga An Hạ đến Depot Bình Mỹ, đồng thời kéo đài tư ga Thủ Thiêm đến Bến xe sông Tắc, nâng tổng chiều dài toàn tuyến lên đến 62,2 km.

## Vốn
Tuyến 2 giai đoạn 1 (Bến Thành – Tham Lương) được TP.HCM phê duyệt vào năm 2010 với mức vốn đầu tư ban đầu là 26.100 tỉ đồng. 2 năm sau được điều chỉnh tăng vốn. Nguyên nhân đội vốn là do ảnh hưởng bởi các yếu tối như trượt giá, chi phí tài chính, xây dựng,....
Đến năm 2017, UBND thành phố đã lấy ý kiến các bộ ngành về hồ sơ điều chỉnh dự án và Thành phố Hồ Chí Minh đã kiến nghị thủ tướng duyệt điều chỉnh tăng vốn đầu tư tuyến 2 giai đoạn 1 lên 48.711 tỷ đồng. Trong đó, vốn vay ODA chiếm phần lớn, khoảng 37.487 tỉ đồng, từ ba nhà tài trợ chính: Ngân hàng Phát triển châu Á (ADB), Ngân hàng Tái thiết Đức (KfW) và Ngân hàng Đầu tư châu Âu (EIB).
Tuy nhiên, các vấn đề về giải phóng mặt bằng và chậm trễ trong thu xếp vốn đã khiến dự án không thể khởi công đúng tiến độ. Tuyến 2 đã được phê duyệt điều chỉnh thời gian khởi công năm 2025 và hoàn thành năm 2030. Việc chậm tiến độ dẫn đến cả 5 hiệp định vay vốn với các nhà tài trợ đều hết hạn.
Trước khó khăn về vốn vay ODA, Ban Cán sự đảng UBND TPHCM đã thống nhất chuyển sang sử dụng vốn ngân sách thành phố để triển khai các giai đoạn tiếp theo của tuyến 2.

## Hướng tuyến
Tuyến 2 có điểm đầu là ga Thủ Thiêm, tuyến này đi dọc theo đường Mai Chí Thọ qua sông Sài Gòn rồi theo đường Hàm Nghi đến ga trung tâm Bến Thành rồi đi tiếp theo đường Phạm Hồng Thái đến ngã sáu Phù Đổng thì đi theo đường Cách Mạng Tháng Tám và đường Trường Chinh đến ga Tân Bình sẽ có 1 tuyến nhánh dẫn vào Depot Tham Lương. Từ ga Tân Bình đi tiếp theo đường Trường Chinh đến nút giao An Sương thì đi theo đường Lê Quang Đạo và đường Phan Văn Khải (quốc lộ 22), kết thúc tại huyện Củ Chi. Từng giai đoạn sẽ có hướng tuyến như sau:

### Giai đoạn 1[1]
Giai đoạn 1 (Bến Thành – Tham Lương) có điểm đầu là ga Bến Thành đi ngầm theo đường Phạm Hồng Thái đến ngã sáu Phù Đổng thì đi theo đường Cách mạng tháng 8, tiếp đó là đường Trường Chinh và kết thúc tại ga Depot Tham Lương.
Dự án kết nối với tuyến 1 và tương lai là tuyến 5, tuyến 3 (một phần tuyến tuyến 3A và tuyến 3B cũ), tuyến 4 và tuyến 6 tạo thành hệ thống metro thuận lợi trung chuyển hành khách dọc theo trục Đông – Tây - Nam - Bắc vào trung tâm thành phố.

### Giai đoạn 2[2]

#### Bến Thành – Thủ Thiêm
Điểm bắt đầu ở phía Nam giai đoạn 2 là ga Bến Thành, đi theo đường Hàm Nghi chạy ngang qua sông Sài Gòn rồi đi tiếp theo đường Mai Chí Thọ và kết thúc tại ga Thủ Thiêm.
Tuyến nhằm thúc đẩy phát triển mạnh mẽ khu đô thị mới Thủ Thiêm và thành phố Thủ Đức.

#### Tham Lương – Bến xe An Sương
Điểm bắt đầu ở phía Bắc là ga Tân Bình, đi dọc theo đường Trường Chinh đến nút giao An Sương và ga cuối là ga Bến xe An Sương.

### Giai đoạn 3[3]
Bắt đầu từ ga Bến xe An Sương, đi tiếp theo đường Lê Quang Đạo và đường Phan Văn Khải đến Củ Chi rồi kết thúc ở khu đô thị Tây Bắc. Dài gần 29 km qua các quận 12 và huyện Hóc Môn, Củ Chi.
Việc kết nối tuyến 2 giai đoạn 3 đến khu đô thị Tây Bắc – Củ Chi sẽ tạo điều kiện phát triển đồng bộ với tuyến đường sắt Thành phố Hồ Chí Minh – Tây Ninh, đường vành đai 3, vành đai 4 Thành phố Hồ Chí Minh, đường cao tốc Thành phố Hồ Chí Minh – Mộc Bài nhằm xây dựng hệ thống giao thông vận tải liên hoàn, đa phương thức kết hợp việc đẩy mạnh phát triển các khu đô thị dọc tuyến cũng như kết nối với các tỉnh lân cận Tây Ninh, Long An.
Dự án có 2 phân đoạn:
- Phân đoạn 1: Bến xe An Sương – An Hạ
- Phân đoạn 2: An Hạ – Tỉnh lộ 7

### Điều chỉnh theo quy hoạch mới (2024)
Từ quy hoạch năm 2024, tuyến 2 sẽ bổ sung thêm đoạn nhánh từ ga An Hạ đến Depot Bình Mỹ với lộ trình bổ sung từ ga An Hạ rẽ nhánh sang phía Đông Bắc thông qua 12 nhà ga để đến depot đặt tại xã Bình Mỹ, huyện Củ Chi. Ngoài ra tuyến còn kéo dài thêm đoạn từ ga Thủ Thiêm đến Bến xe Sông Tắc với lộ trình bổ sung từ Bến xe Sông Tắc đi dọc theo Đường cao tốc Thành phố Hồ Chí Minh – Long Thành – Dầu Giây, song song với Đường sắt cao tốc Bắc Nam và kết thúc tại ga Thủ Thiêm.

## Nhà ga

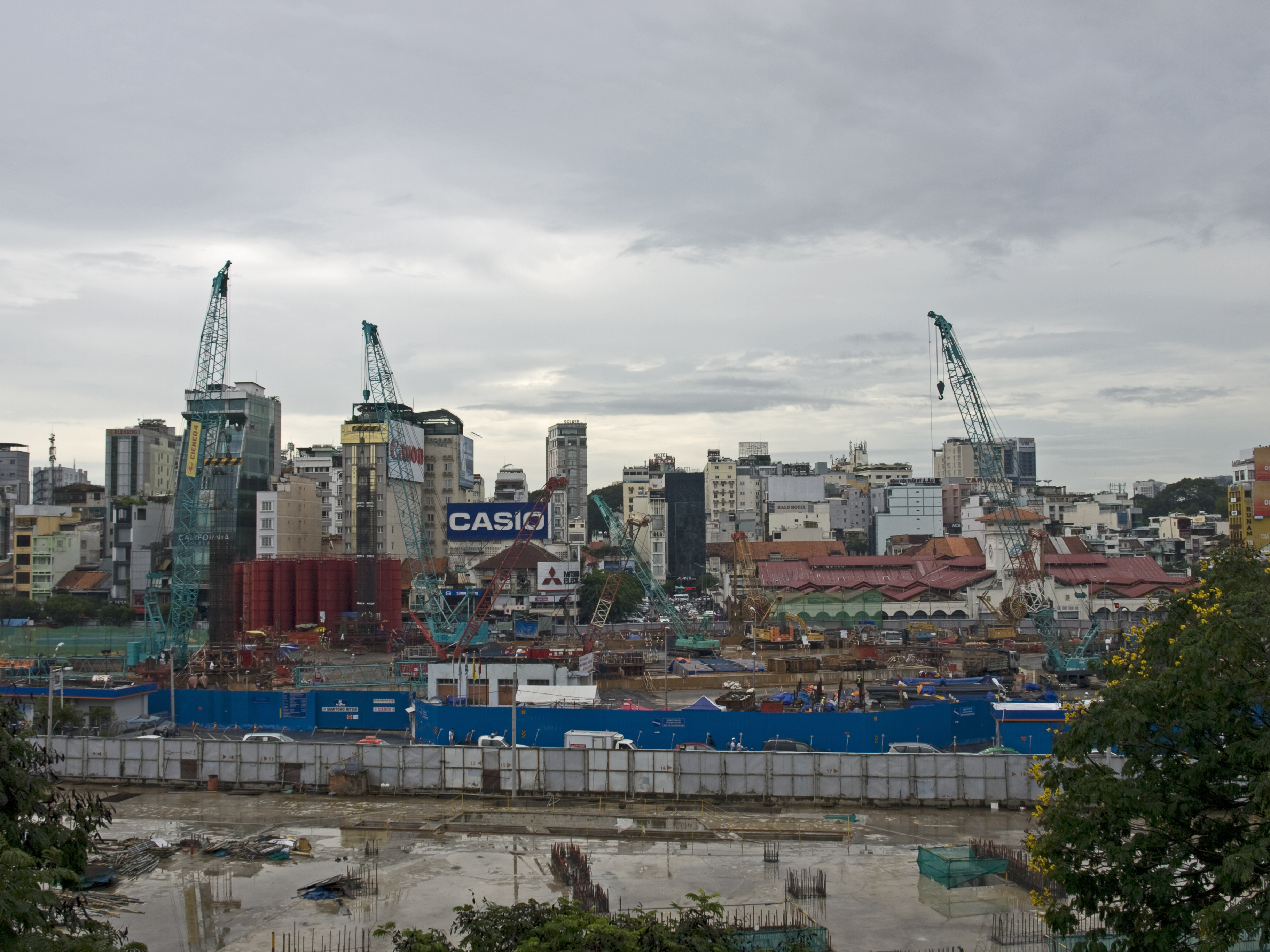
Nhà ga trung tâm Bến Thành sẽ kết nối với các tuyến

### Thiết kế

#### Nhà ga ngầm
Tầng sảnh (tầng ngầm 1) bố trí khu vực bán vé cho hành khách, khu vực thương mại, các phòng chức năng, hệ thống thông gió và điều hòa không khí.
Tầng ke ga (tầng ngầm 2) bố trí hệ thống bơm nước thải, hệ thống thông gió và điều hòa không khí, cầu thang bộ, cầu thang cuốn, thang máy dành cho người khuyết tật, cửa chắn ke ga dạng kín.

#### Nhà ga trên cao
Tầng sảnh (tầng 1) bố trí khu vực bán vé cho hành khách, khu vực thương mại, các phòng chức năng, sử dụng thông gió tự nhiên.
Tầng ke ga (tầng 2) bố trí cầu thang bộ, thang cuốn, thang máy dành cho người khuyết tật, sử dụng ke ga dạng lửng.

### Danh sách nhà ga
Tuyến 2 có tổng cộng là 42 nhà ga.
| Ký hiệu ga | Tên ga            | Tên ga                 | Khoảng cách (km) | Khoảng cách (km) | Trung chuyển                                             | Vị trí                        |
| Ký hiệu ga | Tiếng Việt        | Tiếng Anh              | Giữa các nhà ga  | Từ ga Thủ Thiêm  | Trung chuyển                                             | Vị trí                        |
| ---------- | ----------------- | ---------------------- | ---------------- | ---------------- | -------------------------------------------------------- | ----------------------------- |
|            | Thủ Thiêm         | Thu Thiem              | -                | 0,0              | - Tuyến Cao tốc Bắc – Nam - Tuyến Thủ Thiêm – Long Thành | An Khánh                      |
|            | Bình Khánh        | Binh Khanh             | 1,0              | 1,0              |                                                          | An Khánh                      |
|            | Bệnh viện Quốc tế | International Hospital | 1,0              | 2,0              |                                                          | An Khánh                      |
|            | Cung Thiếu Nhi    | Young Pioneer Palace   | 1,0              | 3,0              | - M2                                                     | An Khánh                      |
|            | Đại Lộ Vòng Cung  | Arc Boulevard          | 0,9              | 3,9              |                                                          | An Khánh                      |
|            | Hàm Nghi          | Ham Nghi               | 1,1              | 5,0              | T                                                        | Sài Gòn                       |
| L201       | Bến Thành         | Ben Thanh              | 0,8              | 5,8              | - L1 L3A L4                                              | Bến Thành                     |
| L202       | Tao Đàn           | Tao Dan                | 0,9              | 6,7              | L3B                                                      | Bến Thành                     |
| L203       | Dân Chủ           | Dan Chu                | 1,0              | 7,7              |                                                          | Xuân Hòa, Nhiêu Lộc, Hòa Hưng |
| L204       | Hòa Hưng          | Hoa Hung               | 1,0              | 8,7              | Tuyến Bắc – Nam                                          | Nhiêu Lộc, Hòa Hưng           |
| L205       | Lê Thị Riêng      | Le Thi Rieng           | 1,0              | 9,7              |                                                          | Nhiêu Lộc, Hòa Hưng           |
| L206       | Phạm Văn Hai      | Pham Van Hai           | 0,6              | 10,3             |                                                          | Tân Sơn Nhất                  |
| L207       | Bảy Hiền          | Bay Hien               | 0,9              | 11,2             | L5                                                       | Bảy Hiền, Tân Sơn Nhất        |
| L208       | Nguyễn Hồng Đào   | Nguyen Hong Dao        | 1,2              | 12,4             |                                                          | Tân Bình                      |
| L209       | Bà Quẹo           | Ba Queo                | 1,0              | 13,4             | L6                                                       | Tân Bình, Tây Thạnh           |
| L210       | Phạm Văn Bạch     | Pham Van Bach          | 1,3              | 14,7             |                                                          | Tân Sơn, Tây Thạnh            |
| L211       | Tân Bình          | Tan Binh               | 1,0              | 15,7             |                                                          | Tân Sơn, Tây Thạnh            |
|            | Tân Thới Nhất     | Tan Thoi Nhat          | 0,9              | 16,6             |                                                          | Đông Hưng Thuận               |
|            | Hưng Thuận        | Hung Thuan             | 1,3              | 17,9             |                                                          | Đông Hưng Thuận               |
|            | Bến Xe An Sương   | An Suong Bus Terminal  | 0,9              | 18,8             |                                                          | Trung Mỹ Tây, Bà Điểm         |
|            | Quảng Đức         | Quang Duc              | 1,3              | 20,1             |                                                          | Trung Mỹ Tây, Bà Điểm         |
|            | Tân Xuân          | Tan Xuan               | 1,5              | 21,6             |                                                          | Hóc Môn                       |
|            | Bà Triệu          | Ba Trieu               | 1,5              | 23,1             |                                                          | Hóc Môn                       |
|            | Lý Thường Kiệt    | Ly Thuong Kiet         | 1,0              | 24,1             |                                                          | Hóc Môn                       |
|            | Thống Nhất        | Thong Nhat             | 1,1              | 25,2             |                                                          | Xuân Thới Sơn, Hóc Môn        |
|            | Tân Thới          | Tan Thoi               | 1,0              | 26,2             |                                                          | Xuân Thới Sơn, Hóc Môn        |
|            | Tân Hiệp          | Tan Hiep               | 1,4              | 27,6             |                                                          | Xuân Thới Sơn, Hóc Môn        |
|            | An Hạ             | An Ha                  | 2,3              | 29,9             |                                                          | Củ Chi                        |
|            | Hương lộ 2        | District Road 2        | 1,6              | 31,5             |                                                          | Củ Chi                        |
|            | Tân Phú Trung     | Tan Phu Trung          | 1,2              | 32,7             |                                                          | Củ Chi                        |
|            | Lê Minh Nhựt      | Le Minh Nhut           | 1,0              | 33,7             |                                                          | Củ Chi                        |
|            | Tân Thông Hội     | Tan Thong Hoi          | 1,7              | 35,4             |                                                          | Củ Chi                        |
|            | Trần Văn Chẩm     | Tran Van Cham          | 1,1              | 36,5             |                                                          | Củ Chi                        |
|            | Huỳnh Văn Cọ      | Huynh Van Co           | 1,2              | 37,7             |                                                          | Củ Chi                        |
|            | Củ Chi            | Cu Chi                 | 1,2              | 38,9             |                                                          | Tân An Hội                    |
|            | Bệnh Viện Củ Chi  | Cu Chi Hospital        | 1,0              | 39,9             |                                                          | Tân An Hội                    |
|            | Nguyễn Thị Rành   | Nguyen Thi Ranh        | 1,0              | 40,9             |                                                          | Tân An Hội                    |
|            | Trung Viết        | Trung Viet             | 1,5              | 42,4             |                                                          | Tân An Hội                    |
|            | Cây Trôm          | Cay Trom               | 1,5              | 43,9             |                                                          | Tân An Hội                    |
|            | Phước Hòa         | Phuoc Hoa              | 1,0              | 44,9             |                                                          | Tân An Hội                    |
|            | Phước Thạnh       | Phuoc Thanh            | 1,1              | 46,0             |                                                          | Thái Mỹ                       |
|            | Tỉnh Lộ 7         | Provincial Road 7      | 2,0              | 48,0             |                                                          | Thái Mỹ                       |

Ghi chú
1. ↑  Ký hiệu ga được áp dụng tạm thời cho giai đoạn 1 Bến Thành - Tham Lương và sẽ được thay đổi từ giai đoạn 2

## Khu vực Depot
Ga Depot của tuyến 2 dự kiến sẽ được xây dựng tại phường Tân Thới Nhất, quận 12 có tổng diện tích 26,6056 ha, quy mô dân số 2.228 người.
Khu quy hoạch Depot Tham Lương có 2 chức năng chính là Khu tái định cư và Khu ga depot với các chức năng: Trung tâm điều khiển vận hành, Khu đặt máy phát điện dự phòng, Khu để xe hai bánh, Bãi đỗ xe ô tô, Kho đa chức năng, Khu rửa tàu, Bãi đỗ tàu có mái che, Khu kiểm tra tàu, Khu xưởng đa chức năng, Trạm điện, Trạm xử lý nước thải khu depot, Khu cung cấp nước nội bộ, Khu tập kết và xử lý rác.
Khu depot Tham Lương phía Đông giáp đường dự kiến lộ giới 20m, phía Tây giáp đường dự kiến lộ giới 30m, phía Nam giáp khu dự kiến cây xanh dọc Kênh Tham Lương và Rạch Cầu Sa, phía Bắc giáp đường dự kiến 16m của dự án khu tái định cư rộng 38 ha.

## Mẫu tàu điện
Tuyến 2 sử dụng đoàn tàu tự hành chạy bằng điện (electric multiple unit). Trong giai đoạn đến năm 2030 sử dụng đoàn tàu 3 toa, sau đó nâng lên 6 toa.
Mỗi đoàn tàu dài 22m, rộng 3,15m và cao 3,865m. Tải trọng trục tối đa 16 tấn. Tốc độ thiết kế 90 km/h. Tốc độ khai thác tối đa 80 km/h.

## Hệ thống vé
Sử dụng công nghệ hiện đại, tương thích với hệ thống vé của tuyến 1 và toàn bộ hệ thống các tuyến đường sắt đô thị Thành phố Hồ Chí Minh.
Bao gồm hệ thống máy tính trung tâm, hệ thống máy tính tại các ga, máy bán vé tự động, máy thu vé, máy nạp tiền và kiểm tra vé tự động và các thiết bị phụ trợ.

## Vận tốc tàu
- 110 km/h ở phần trên cao
- 80 km/h ở phần ngầm
- 35 km/h ở khu vực đường vào nhà ga
- 25 km/h ở nhà ga